# Ong-bak
Série
Ong-bak 2 : La Naissance du dragon
(2008)
Pour plus de détails, voir Fiche technique et Distribution.
Ong-bak est un film thaïlandais réalisé par Prachya Pinkaew, sorti le 21 janvier 2003 en Thaïlande et le 7 avril 2004 en France.
La préquelle du film Ong-bak est Ong-bak 2 : La Naissance du dragon sorti en 2008, dont la suite directe est Ong-bak 3 : L'Ultime Combat, sorti en 2010.

## Synopsis
Le film raconte l'histoire du jeune Ting originaire du village de Nong Pradu, un village paisible niché dans une vallée boisée de Thaïlande. Il est adepte du Muay Thai et s'y entraîne secrètement. Les villageois lui  confient la tâche de retrouver la tête de la statuette de bouddha (Ong-Bak) qui leur a été dérobée. Ting va dans la fournaise de Bangkok, y  découvre la mafia qui est responsable du vol de la tête d'Ong-Bak et à laquelle il sera confronté. Il devra également se défendre contre les voyous de la ville et autres opposants. Action, cascades et courses poursuites vont désormais guider sa quête.

## Fiche technique
- Titre original : องค์บาก
- Titre français : Ong-bak
- Réalisation : Prachya Pinkaew
- Scénario : Prachya Pinkaew, Panna Rittikrai, Suphachai Sittiaumponpan
- Production : Prachya Pinkaew, Sukanya Vongsthapat, Somsak Techaratanaprasert
- Société de production : Sahamongkol Film International
- Société de distribution : EuropaCorp Distribution (France)
- Musique : Romaric Laurence
- Photographie : Nattawut Kittikhun
- Montage : Thanat Sunsin, Thanapat Taweesuk
- Pays d'origine :  Thaïlande
- Format : Couleurs – 1,85:1 – Dolby Digital – 35 mm
- Genre : Action
- Artwork affiche film : Laurent Lufrey
- Durée : 105 minutes
- Dates de sortie:
  -  Thaïlande : 21 janvier 2003 au festival international du film de Bangkok ; sorti en salle le 31 mars 2003[1]
  -  France : 7 avril 2004[2]
  -  Belgique : 19 mai 2004
  -  Canada : 11 février 2005
- Film interdit aux moins de 12 ans lors de sa sortie en France

## Distribution[3]
- Tony Jaa (VF : Stéphane Marais) : Ting[4]
- Petchtai Wongkamlao (VF : David Krüger) : George
- Pumwaree Yodkamol (VF : Edwige Lemoine) : Muay Lek
- Suchao Pongwilai (VF : Marcel Guido) : Komtuan
- Wannakit Sirioput (VF : Serge Faliu) : Don
- Chumphorn Thepphithak (VF : Thierry Murzeau) : Oncle Mao
- Chatthapong Pantanaunkul : Saming
- Chatewut Watcharakhun (VF : Damien Boisseau) : Peng
- Rungrawee Barijindakul (VF : Laura Préjean) : Ngek
- Nudhapol Asavabhakhin : Yoshiro
- Pornpimol Chookanthong : Mae Waan
- Udom Chouncheun (VF : Michel Muller) : Ta Meun
- Boonsri Yindee (VF : Anna Gaylor) : Yai Hom
- Arirat Ratanakaitkosol : Tang On
- Woravit Tanochitsirikul (VF : Tony Joudrier) : Sia Pao
- Chalongsak Sirimahasan (VF : Jacques Bouanich) : Hia Lao
- Sawang Rodnuch (VF : Pierre Baton) : Noi
- Dan Chupong : Garde du corps 4
- Don Ferguson : Garde du corps 6 (celui qui soulève George avec une corde autour du cou dans la grotte)
- David Ismalone : Mad Dog
- Nick Kara (VF : Michel Vigné) : Big Bear
- Erik Markus Sheutz : Pearl Harbour

 Source et légende  : Version Française (V.F.) sur Voxofilm

## Postérité
Les films thaïlandais les plus connus en France et dans le monde sont Ong-bak et L'Honneur du dragon (Tom yum goong / The protector), deux films réalisés par Prachya Pinkaew avec pour acteur principal Tony Jaa ; ainsi que Oncle Boonmee, celui qui se souvient de ses vies antérieures de Apichatpong Weerasethakul (Palme d'or au festival de Cannes 2010).
Ong-Bak a réalisé plus de 900 000 entrées au cinéma en France.
Curieusement, le film de Tony Jaa qui a connu le plus de succès en Thaïlande n'est pas Ong-bak, mais L'Honneur du dragon que l'on trouve dans le top 10 du box office des films thaïlandais.

## Autour du film
- Toutes les cascades du film ont été réalisées sans cascadeurs[8] et sans effets spéciaux[9]. Les acteurs étaient protégés (des casques étaient dissimulés sous leurs cheveux par exemple) afin qu'ils puissent échanger de vrais coups[10].
- Afin d'assurer la distribution du film en France et à l'exportation, celui-ci a subi un remontage de la part de EuropaCorp, afin de rendre les scènes de combat plus nerveuse[11] ainsi qu'un nouvel habillage musical.
- Dans la scène du pousse-pousse, quand un des petits taxis vole et s'écrase contre un bâtiment, sur un mur en bas à gauche de l'écran on peut lire le message Hi Luc Besson we are waiting for you, qu'on pourrait traduire par hé, Luc Besson, nous vous attendons. Mais l'équipe semble également apprécier Steven Spielberg, puisque durant la course poursuite dans la ruelle, après que Tony Jaa a effectué quelques mouvements sur une table, il saute et repart en courant, tandis qu'on peut lire sur un mur en arrière-plan le message Hi Spielberg let do it together, qu'on pourrait traduire par hé Spielberg, faisons le ensemble.
- L’Ong bak est également une spécialité culinaire du sud de la Thaïlande à base de petit poulet mariné, de lait de coco, de piment et de basilic

## Récompenses et distinctions
- Orient Express Award et nomination au prix du meilleur film, lors du Festival international du film de Catalogne 2003.
- Lotus Action Asia (Prix du meilleur film d'action asiatique), lors du Festival du film asiatique de Deauville 2004[12].

## Bande originale
La Bande Originale du Film est sortie le 30 mars 2004, sous le label Up Music, distribué par Warner Music France. Elle Comporte des titres symphoniques du film, réalisés et adaptés pour la France et l'exportation, ainsi que des titres inédits des artistes issues de la scène urbaine, composés uniquement pour la bande originale.
Le titre "Je Reste Ghetto", interprété par Tragédie en featuring Reed The Weed, bénéficie d'un video clip, réalisé par Olivier Megaton, pour promouvoir la bande originale du film, ou l'acteur principal du film Tony Jaa fera son apparition.
Liste des titres
1. Je Reste Ghetto - Tragédie & Reed The Weed   (composé par Tizy Bone, Silky Shai, D.B.Boo & DJ Dem's)
2. Le Son Des Gosses Bo' - Busta Flex & Djam-L (composé par Djam-L)
3. Battle Royale - OGB   (composé par Romaric Laurence)
4. Le Code De L'honneur - Kayliah (composé par Street Fabulous)
5. Hors D'atteinte - Koba Ali   (composé par DJ Stan, Felly Sax)
6. Have Ya Heard - King James III   (composé par James Jerkins III & Damon Williams)
7. Le Temps D'une Chanson - Pegguy Tabu & J.R. (composé par Street Fabulous)
8. Le Nouveau Dragon - Kamnouze & Candy Ken   (composé par Niko Noki)
9. Me Battre Encore - Horseck   (composé par David Koudakoff & Yanis Pasquin)
10. Wake Me Up - Rapp' Dezé & Faya-D   (composé Aymeric Beguin & Eric Melville)
11. Wine Up - Lord William   (composé DJ Stan & Felly Sax)
12. Challenger - Tony Stone   (composé par Street Fabulous)
13. J'ai Pas Voulu Frapper Fort - Asto & Omyk   (composé par Niko Noki)
14. La Rage De Vaincre - Prince D'Arabee & Kimy   (composé Excellence)
15. Le Combat - Ol Kainry & Jazzy Jazz   (composé par Excellence)
16. Final Fight - Aymeric Beguin & Eric Melville   (composé Aymeric Beguin & Eric Melville)

- Supervision musicale & production exécutive: Jérôme Lateur pour EuropaCorp.
- Masterisé par Lionel Nicod.